# Пиовар
Пиовар — гнойный инфекционно-воспалительный процесс в яичнике. Обычно воспалительный процесс начинается с фаллопиевой трубы (сальпингит); о тубоовариальных образованиях говорят при сочетанных гнойных воспалениях труб и яичников.

## Этиология и патогенез
Предпосылками для развития пиовара являются: внутриматочные манипуляции, гинекологические операции, послеродовые и постаппендоктомические осложнения. Также к факторам риска развития инфекции относят анатомо-физиологические нарушения функций половой системы, соматические заболевания, социально-демографические условия, особенности половой функции (раннее начало, половой акт во время менструации, частая смена партнеров). Перечисленные выше состояния создают благоприятные условия для развития патогенных и условно-патогенных микроорганизмов (гонококк, стафилококк, стрептококк, кишечная палочка, энтерококки).
Выделяют 4 основных механизма инфицирования придатков: восходящий, лимфогенный, гематогенный, контактный путь (от инфицированных органов малого таза).
Воспалительный процесс труб и яичников имеет общий патогенез, сходную симптоматику и редко развивается изолированно один от другого. Первым этапом является возникновение на слизистой оболочке маточных труб классических признаков воспаления: гиперемия, нарушения микроциркуляции, отёчность, экссудация и клеточная инфильтрация. Стенка трубы утолщается, в её полости происходит накопление экссудата, появляются изъязвления на поверхности эпителия. Яичники в воспалительный процесс вовлекаются не всегда, так как покрывающий их зародышевый эпителий служит хорошим барьером на пути инфекции. Но после овуляции возбудители инфицируют гранулезную оболочку фолликула, образуются единичные или множественные гнойные полости, при слиянии которых образуется пиовар с фиброзной капсулой.

## Клиническая картина
При пиоваре ярко выражен симптомокомплекс острого живота, из общих реакций организма превалируют интоксикация и нарушение водно-основного баланса.
Интоксикационный синдром проявляется головными болями, заторможенностью, страхом смерти, диспепсическими расстройствами и нарушениями работы ССС. Болевой синдром характеризуется постоянной нарастающей болью в нижних отделах живота, резкой болезненностью при смещении шейки матки. Также характерны лихорадка, озноб, лейкоцитоз, увеличение СОЭ. Гипопротеинемия, диспротеинемия, гиперкалиемия, гипернатриемия, гипоксия, метаболический ацидоз, дыхательный алкалоз — проявления синдрома метаболических нарушений.

## Диагностика заболевания
Диагностика включает сбор анамнеза жизни и болезни, уточнение объективного и гинекологического статуса (заболевание нередко начинается в последние дни менструации или сразу после неё; гнойные выделения из половых путей, возможна дисменорея), лабораторные исследования, пункцию брюшной полости, УЗИ, лапароскопию.

## Лечение
Терапия
При подозрении на тубоовариальное образование консервативная терапия осуществляется под динамическим наблюдением не более 48 часов, а при отсутствии положительной динамики показана операция (перитонит требует незамедлительного вмешательства). Консервативная терапия (она же часто является предоперационной подготовкой) включает антибактериальный компонент (учитывая вид возбудителя, его чувствительность к антимикробным препаратам, наличия микробных ассоциаций), обязательны инфузионная терапия, десенсибилизирующие и иммуномодулирующие средства, витамины, НПВС, энзимы, плазмаферез.

#### Оперативное вмешательство
Традиционная хирургическая операция — один из основных методов лечения пиовара, в большинстве случаев, единственно возможный. Операция — метод выбора при лечении пациенток в пери- и постменопаузальном периоде, а также при наличии осложнений и доброкачественных опухолей матки и яичников.
Каждая конкретная клиническая ситуация подразумевает индивидуальный объем хирургического вмешательства. Операция должна быть максимально щадящей у женщин детородного возраста.
Радикальные вмешательства с ампутацией матки и придатков производят только при септическом состоянии, гнойном перитоните, двустороннем тубоовариальном абсцессе.